# Orthocarpus luteus
Orthocarpus luteus är en snyltrotsväxtart som beskrevs av Thomas Nuttall. Orthocarpus luteus ingår i släktet Orthocarpus och familjen snyltrotsväxter. Inga underarter finns listade i Catalogue of Life.

## Bildgalleri

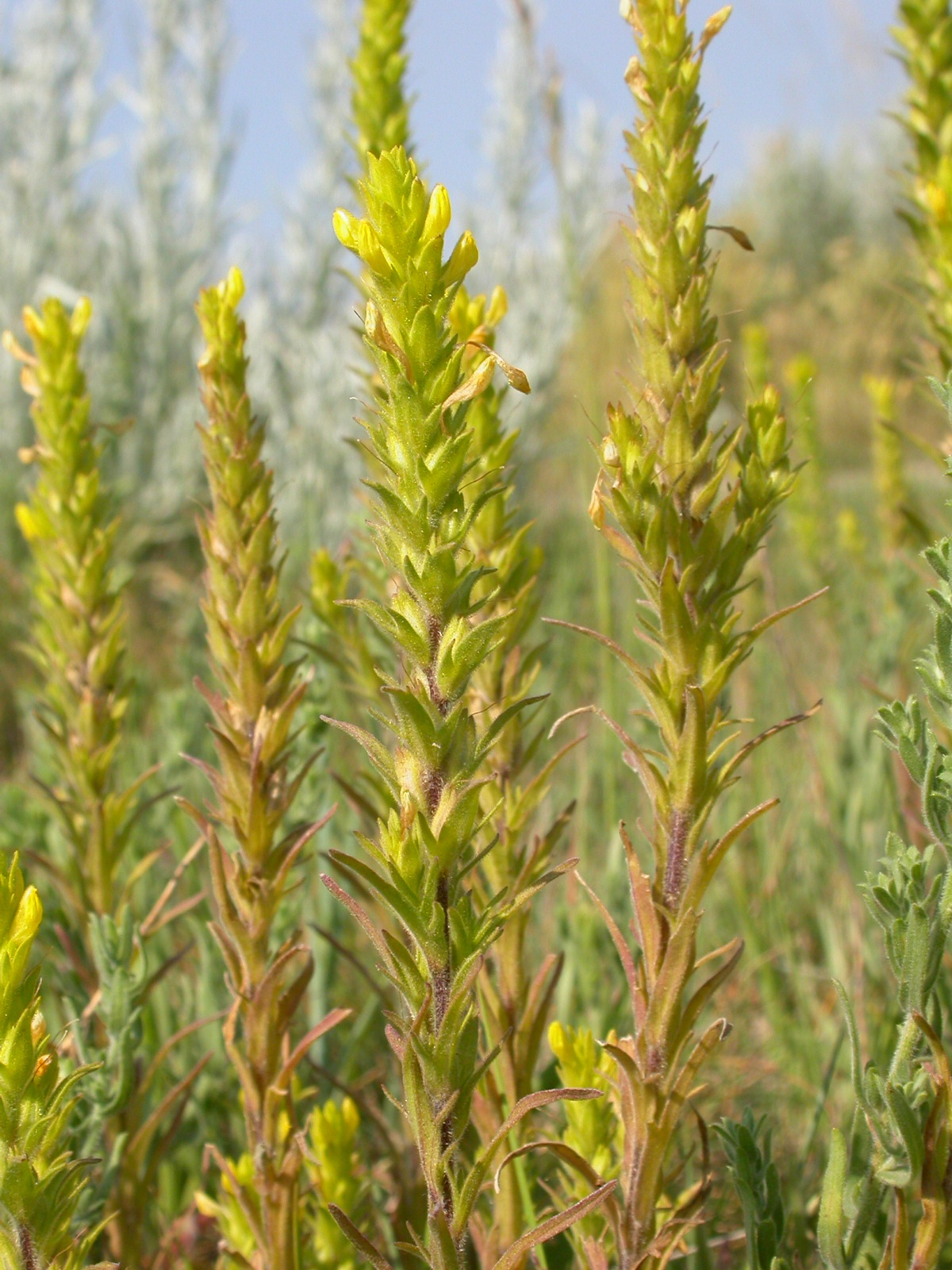
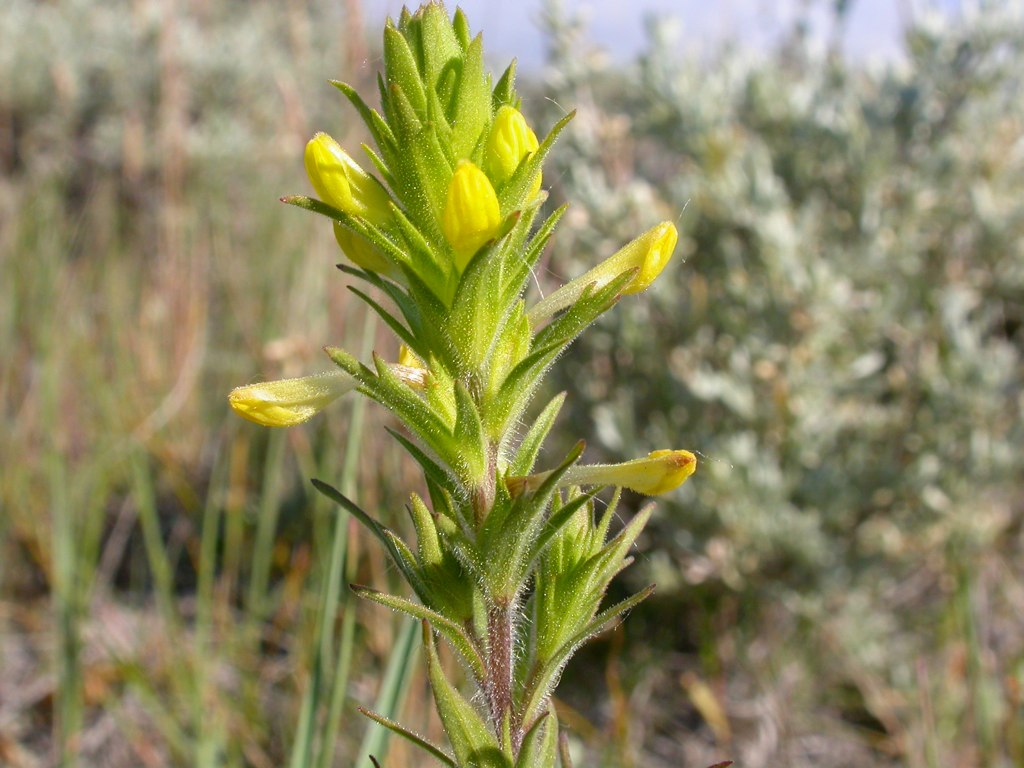
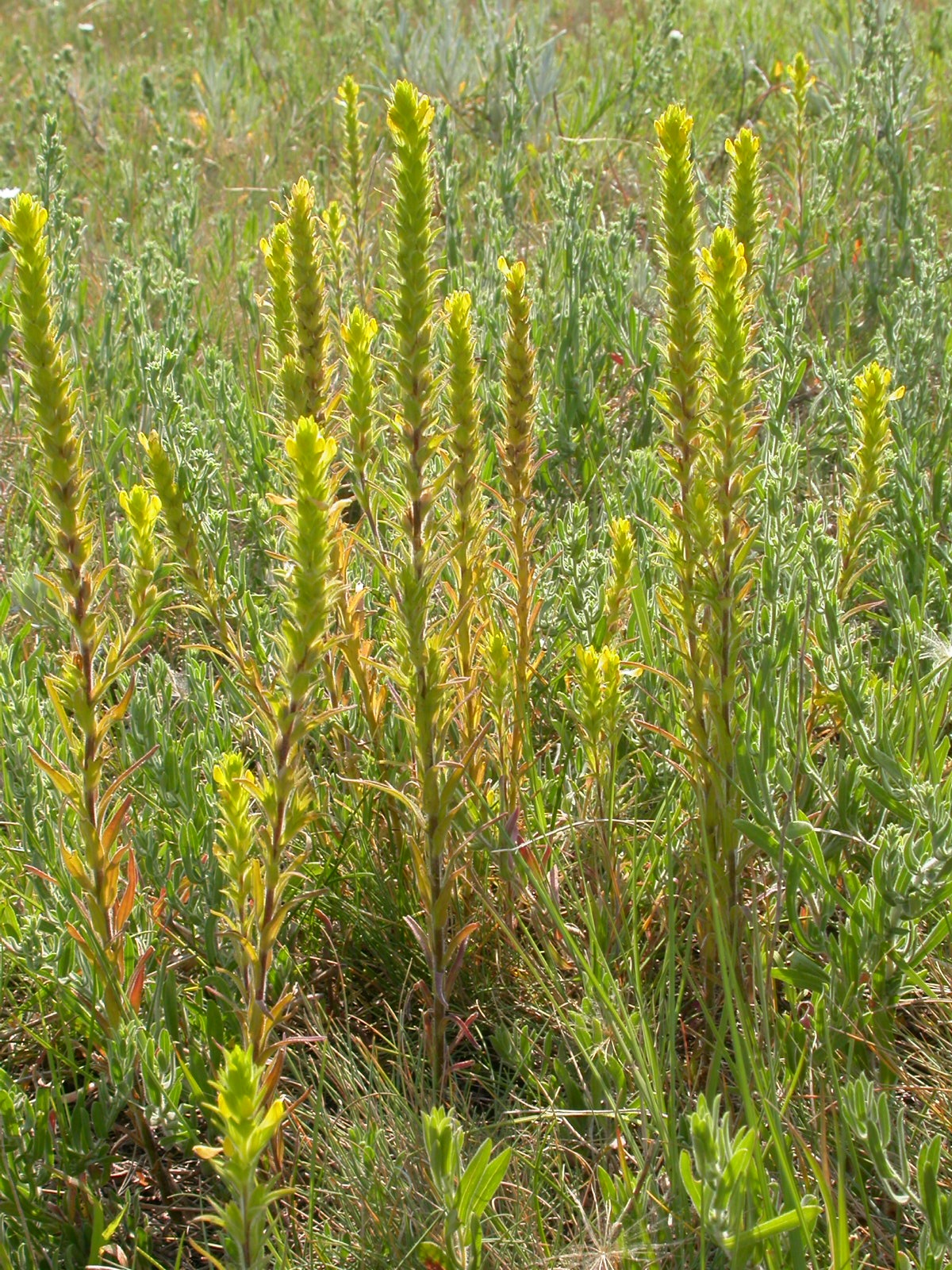
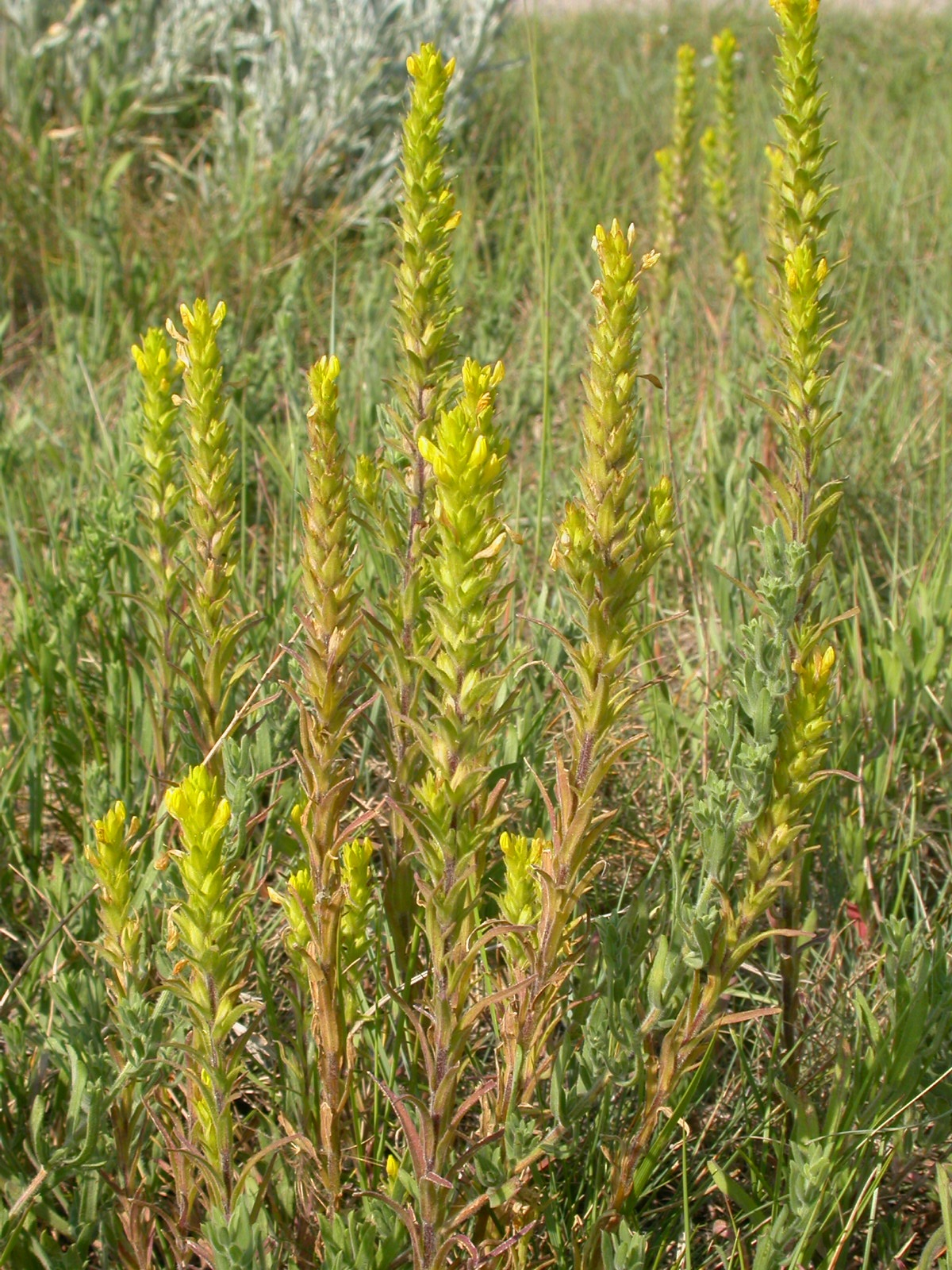
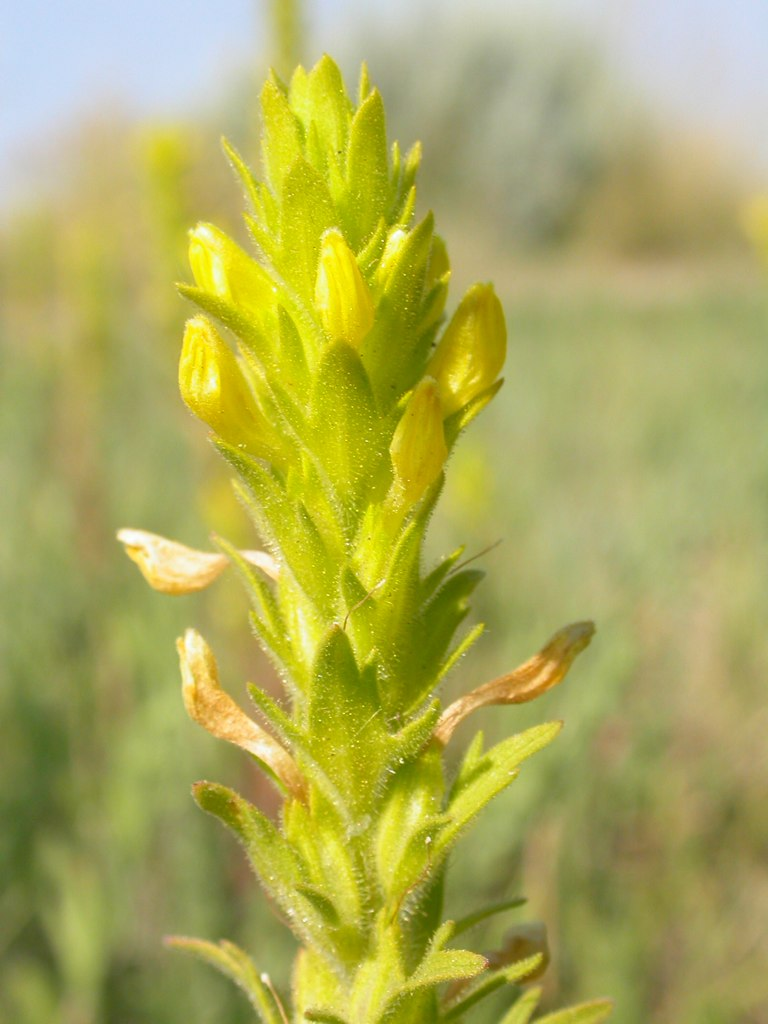
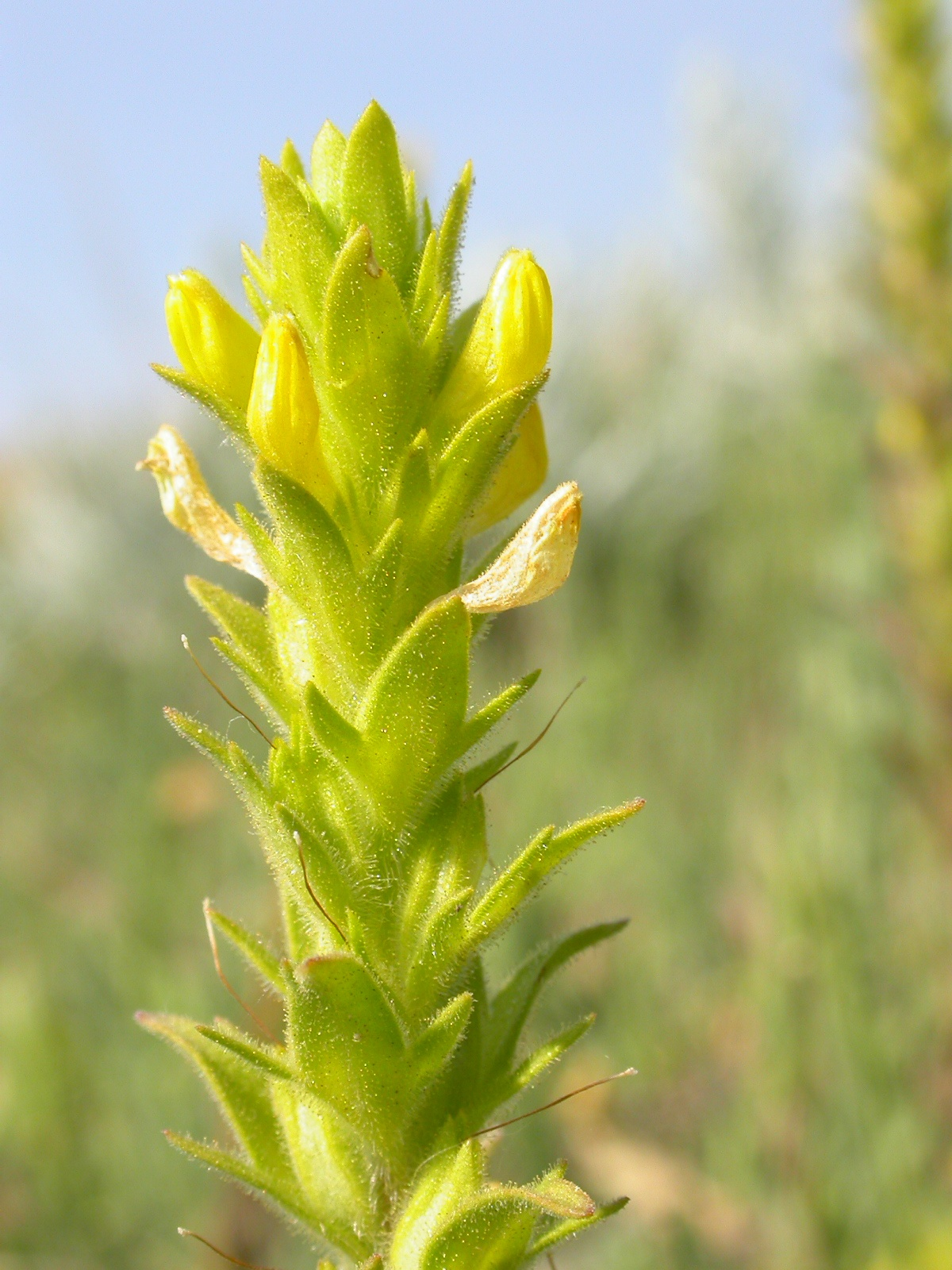